# 曲折尾蝦
曲折尾蝦（学名：Uroptychus scambus）为劣柱蝦科折尾蝦屬下的一个种。